# Daktari (televisieserie)
Daktari is een televisieserie uit de 60'er jaren over een dierenarts genaamd Dr. Marsh Tracy, zijn dochter Paula en zijn staf gesitueerd in het natuurpark Wameru Study Center for Animal Behaviour in Oost-Afrika. Daktari betekent 'dokter' in het Swahili. De serie ontstond nadat de film Clarence, the Cross-Eyed Lion werd uitgebracht.

## Rolverdeling
- Dr. Marshall Tracy - Marshall Thompson
- Paula Tracy - Cheryl Miller
- Mike Makula - Hari Rhodes
- Jack Dane - Yale Summers
- Boswachter Hedley - Hedley Mattingly
- Clarence de schele leeuw
- Judy de chimpansee

De indertijd in Kenia werkzame Nederlandse ecoloog en dierenarts Toni Harthoorn stond model voor Daktari.